# Список объектов всемирного наследия ЮНЕСКО в Кении
В спи́ске объе́ктов Всеми́рного насле́дия ЮНЕ́СКО в Ке́нии значатся 7 наименований (на 2018 год), это составляет 0,6 % от общего числа (1248 на 2025 год).
4 объекта включены в список по культурным критериям, 3 объекта — по природным. Национальный парк Гора Кения и система озёр в Великой рифтовой долине признаны природными феноменами или пространствами исключительной природной красоты и эстетической важности (критерий vii). 1 объект (Национальные парки на озере Туркана) в 2018 году был включён в список всемирного наследия, находящегося под угрозой.
Кроме этого, по состоянию на 2023 год, 20 объектов на территории государства находятся в числе кандидатов на включение в список всемирного наследия.
Кения ратифицировала Конвенцию об охране всемирного культурного и природного наследия 5 июня 1991 года. Первые два объекта на территории Кении были занесены в список в 1997 году на 21-й сессии Комитета всемирного наследия ЮНЕСКО.

## Список
В данной таблице объекты расположены в порядке их добавления в список всемирного наследия ЮНЕСКО.
| # | Изображение | Название | Провинция              | Время создания        | Год внесения в список | №    | Критерии   |
| - | ----------- | --- | ---------------------- | --------------------- | --------------------- | ---- | ---------- |
| 1 |             | Национальный парк и лесной резерват на горе Кения (англ. Mount Kenya National Park/Natural Forest)                              | Восточная, Центральная | 1949                  | 1997                  | 800  | vii, ix    |
| 2 |             | Национальные парки на озере Туркана (англ. Lake Turkana National Parks): а) Сибилой; б) Центральный остров; в) Южный остров     | Восточная              | —                     | 1997                  | 801  | viii, x    |
| 3 |             | Старый город в Ламу (англ. Lamu Old Town)                                                                                       | Прибрежная             | неизвестно            | 2001                  | 1055 | ii, iv, vi |
| 4 |             | Леса кайя Миджикенда (англ. Sacred Mijikenda Kaya Forests)                                                                      | Прибрежная             | XVI век — 1940-е годы | 2008                  | 1231 | iii, v, vi |
| 5 |             | Система озёр в Великой рифтовой долине (англ. Kenya Lake System in the Great Rift Valley): а) Элментейта; б) Накуру; в) Богория | Рифт-Валли             | —                     | 2011                  | 1060 | vii, ix, x |
| 6 |             | Форт Иисус, Момбаса (англ. Fort Jesus, Mombasa)                                                                                 | Прибрежная             | 1593—1596             | 2011                  | 1295 | ii, v      |
| 7 |             | Археологический объект Тхимлич Охинга (англ. Thimlich Ohinga Archaeological Site)                                               | Ньянза                 | XVI век               | 2018                  | 1450 | iii, iv, v |

## Предварительный список
В таблице объекты расположены в порядке их добавления в предварительный список. В данном списке указаны объекты, предложенные правительством Кении в качестве кандидатов на занесение в список всемирного наследия.
| #  | Изображение | Название | Округ                    | Время создания    | Год внесения в список | №    | Критерии        |
| -- | ----------- | --- | ------------------------ | ----------------- | --------------------- | ---- | --------------- |
| 1  |             | Исторический город Геди (англ. The Historic Town of Gedi) | Килифи                   | XV век            | 2010                  | 5501 | ii, iii, iv     |
| 2  |             | Природоохранная зона Меру а) Национальный парк Меру; б) Национальный парк Кора; в) Национальный заповедник Бисанади (англ. The Meru Conservation Area)                                                        | Тана Ривер, Исиоло, Меру | —                 | 2010                  | 5509 | ix, x           |
| 3  |             | Восточно-Африканская рифтовая долина: Масаи-Мара (англ. The African Great Rift Valley - The Maasai Mara) | Нарок                    | —                 | 2010                  | 5512 | v, vii, x       |
| 4  |             | Система озёр в Великой рифтовой долине (англ. The Great Rift Valley - The Kenya Lakes System): а) Элементайта; б) Накуру; в) Богория                                                                          |                          | —                 | 2010                  | 5513 | vii, ix, x      |
| 5  |             | Дельта реки Тана и лесные массивы (англ. The Tana Delta and Forests Complex) |                          | —                 | 2010                  | 5514 | ix, x           |
| 6  |             | Горы Ньяндаруа (англ. Nyandarua Mountains) | Ньяндаруа                | —                 | 2023                  | 6655 | vii, ix, x      |
| 7  |             | Национальный парк Амбосели (англ. Amboseli National Park) | Каджиадо                 | —                 | 2023                  | 6656 | vii, viii, ix   |
| 8  |             | Прибрежные леса Восточного рифта а) Национальный парк Арабуко-Сококе; б) Национальный заповедник Шимба-Хилс (англ. The Eastern Arc Coastal Forests (Arabuko-Sokoke Forest and Shimba Hills National Reserve)) | Килифи, Квале            | —                 | 2023                  | 6657 | ix, x           |
| 9  |             | Горы Восточного рифта в Кении (англ. Eastern Arc Mountains, Kenya) | Таита Тавета             | —                 | 2023                  | 6658 | vii, x          |
| 10 |             | Биосферный резерват Маунт-Кулал (англ. Mt Kulal Biosphere Reserve) | Марсабит                 | —                 | 2023                  | 6660 | vii, ix, x      |
| 11 |             | Национальный парк Ворота Ада (англ. Hell’s Gate National Park ) | Накуру                   | —                 | 2023                  | 6661 | viii            |
| 12 |             | Каменные столбы бассейна Туркана (англ. The Stone Pillar Sites of Turkana Basin) | Туркана                  | —                 | 2023                  | 6663 | iv, v           |
| 13 |             | Памятник археологии и палеонтологии Олоргесайли (англ. Olorgesailie Prehistoric Site) | Каджиадо                 | 1,2 млн лет назад | 2023                  | 6665 | iii, viii       |
| 14 |             | Национальный парк Марсабит (англ. Mt. Marsabit National Park and Reserve) | Марсабит                 | —                 | 2023                  | 6678 | x               |
| 15 |             | Охотничий резерват Масаи-Мара (англ. Maasai Mara Game Reserve) | Нарок                    | —                 | 2023                  | 6679 | vii, x          |
| 16 |             | Лес Какамега (англ. The Kakamega Forest) | Какамега, Кисуму         | —                 | 2023                  | 6680 | vii, ix, x      |
| 17 |             | Природоохранная зона Меру а) Национальный парк Меру; б) Национальный парк Кора; в) Национальный заповедник Бисанади (англ. The Meru Conservation Area)                                                        | Меру                     | —                 | 2023                  | 6681 | ix, x           |
| 18 |             | Наскальное искусство острова Мфангано (англ. Mfangano Island Rock Art Sites) | Хома-Бэй                 | —                 | 2023                  | 6682 | iii, iv         |
| 19 |             | Ирригационная система в округе Элгейо-Мараквет (англ. The Marakwet Escarpment Furrow Irrigation System) | Элгейо-Мараквет          |                   | 2023                  | 6683 | iii, iv, v      |
| 20 |             | Пещеры Килифи (Панга-йа-Саиди, Маве-Меру, Часимба) (англ. Kilifi Caves (Panga Ya Saidi, Mawe Meru and Chasimba Caves) )                                                                                       | Килифи                   | —                 | 2023                  | 6684 | ii, iii, iv, vi |